# Pena de muerte en Guatemala
La pena de muerte es una pena legal en Guatemala. Se ejecuta mediante inyección letal y, en menor medida, fusilamiento. Solamente se encuentra contemplada en los códigos de justicia militar y fue abolida para los delitos civiles en octubre de 2017.
Desde 1983, cinco ejecuciones; todos fueron transmitidos en vivo por televisión. Las últimas ejecuciones tuvieron lugar el 29 de junio del 2000, cuando los secuestradores y asesinos Amilcar Cetino Pérez y Tomás Cerrate Hernández fueron ejecutados por inyección letal en vivo por televisión.
De 2005 a 2012, las sentencias de los 54 reclusos condenados a muerte fueron conmutadas por cadena perpetua. Actualmente, no hay presos en el corredor de la muerte en Guatemala.
Guatemala votó a favor de la Moratoria de la Pena de Muerte de la ONU en 2007, 2010, 2012, 2014 y 2016. El país se abstuvo de votar en 2008.
En 2017, Guatemala abolió la pena de muerte para delitos civiles. Actualmente, la pena de muerte sólo puede aplicarse en tiempos de guerra. Guatemala es uno de los siete países que ha abolido la pena capital sólo para delitos comunes. Guatemala, por ser parte del Pacto de San José, no puede aplicar la pena de muerte. 
El presidente de Guatemala, Alejandro Giammattei, apoya la pena de muerte. Jimmy Morales, quien fue presidente de 2015 a 2019, también expresó su apoyo a la pena de muerte.

## Ejecuciones desde 1983
|   | Persona ejecutada        | Fecha de ejecución       | Delito                                                  | Método                  | Bajo el presidente |
| - | ------------------------ | ------------------------ | ------------------------------------------------------- | ----------------------- | ------------------ |
| 1 | Pedro Castillo           | 13 de septiembre de 1996 | Secuestro, violación y asesinato de una niña de 4 años  | pelotón de fusilamiento | Álvaro Arzú        |
| 2 | Roberto Giron            | 13 de septiembre de 1996 | Secuestro, violación y asesinato de una niña de 4 años  | pelotón de fusilamiento | Álvaro Arzú        |
| 3 | Manuel Martínez Coronado | 10 de febrero de 1998    | Asesinato de siete miembros de una familia              | inyección letal         | Álvaro Arzú        |
| 4 | Amílcar Cetino Pérez     | 29 de junio de 2000      | Secuestro y asesinato de la empresaria Isabel de Botrán | inyección letal         | Alfonso Portillo   |
| 5 | Tomás Cerrate Hernández  | 29 de junio de 2000      | Secuestro y asesinato de la empresaria Isabel de Botrán | inyección letal         | Alfonso Portillo   |